# Neyron
Neyron ist eine französische Gemeinde mit 2.479 Einwohnern (Stand: 1. Januar 2022) im Département Ain in der Region Auvergne-Rhône-Alpes. Sie gehört zum Arrondissement Bourg-en-Bresse, zum Kanton Miribel und zum Gemeindeverband Miribel et Le Plateau. Die Einwohner werden Neyrolands genannt.

## Geografie
Neyron liegt etwa neun Kilometer nordwestlich von Lyon am Canal de Miribel. Im Süden und Westen grenzt Neyron an die Gebietskörperschaft Métropole de Lyon.
Umgeben ist Neyron von den Nachbargemeinden Miribel im Norden und Osten, Vaulx-en-Velin im Süden sowie Rillieux-la-Pape im Westen und Nordwesten. Mit der Stadt Miribel ist Neyron baulich zusammengewachsen.
In der Gemeinde liegt das Autobahndreieck der Autoroute A42 und Autoroute A46. Der Bahnhof liegt an der Bahnstrecke Lyon–Genève.

## Bevölkerungsentwicklung
| Jahr                       | 1962 | 1968 | 1975 | 1982 | 1990 | 1999 | 2006 | 2012 | 2021 |
| Einwohner                  | 951  | 1032 | 1138 | 1326 | 1723 | 2157 | 2278 | 2506 | 2538 |
| Quellen: Cassini und INSEE |      |      |      |      |      |      |      |      |      |

## Sehenswürdigkeiten
- romanische Kirche Saint-Didier aus dem 10. Jahrhundert, weitgehend restauriert im 19. Jahrhundert
- Schloss und Turm Sermenaz
- Militäranlage Semenaz, 1878 bis 1879 errichtete Batterie
- Rathaus, 1874/1875 erbaut

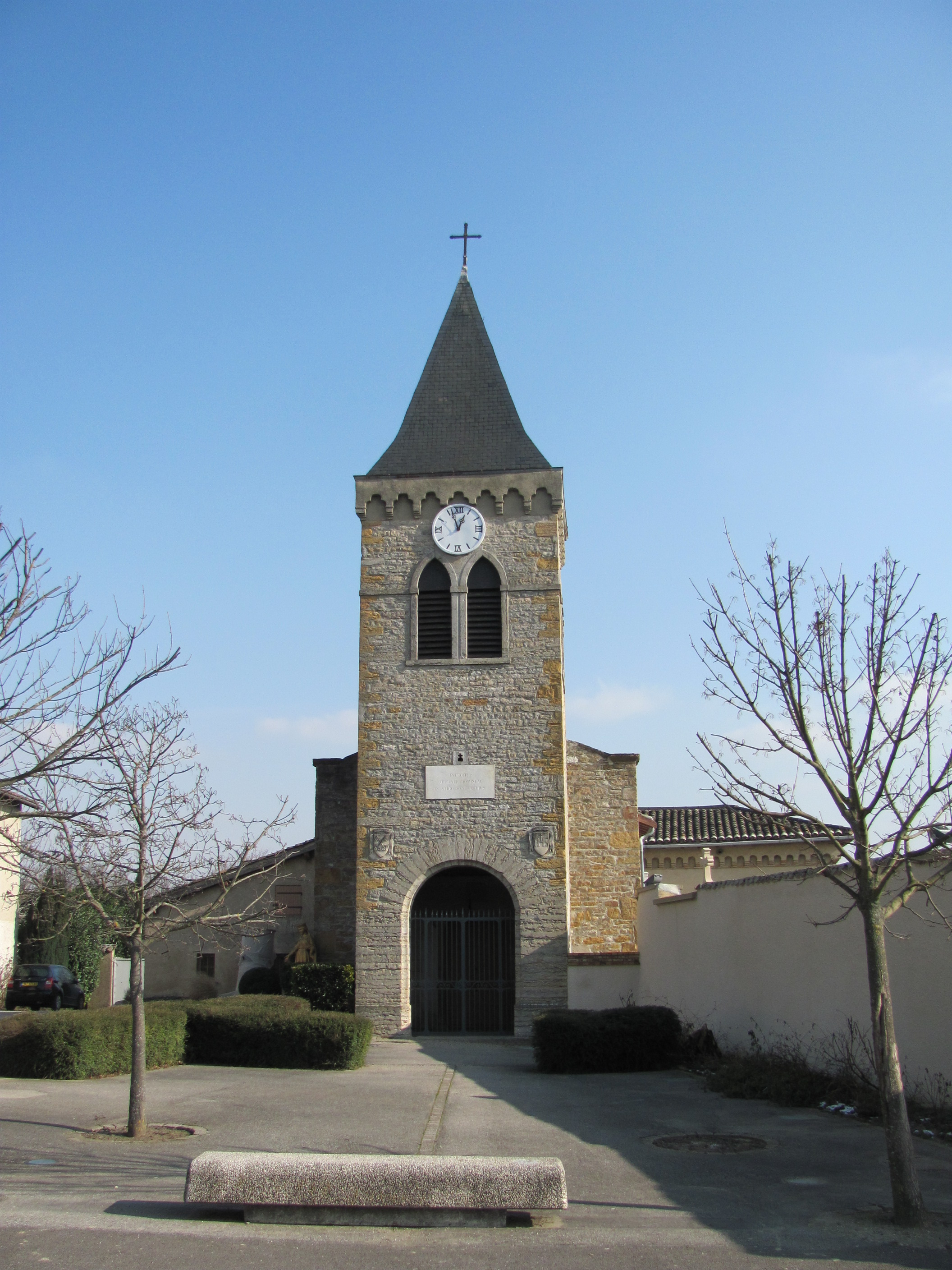
Kirche Saint-Didier
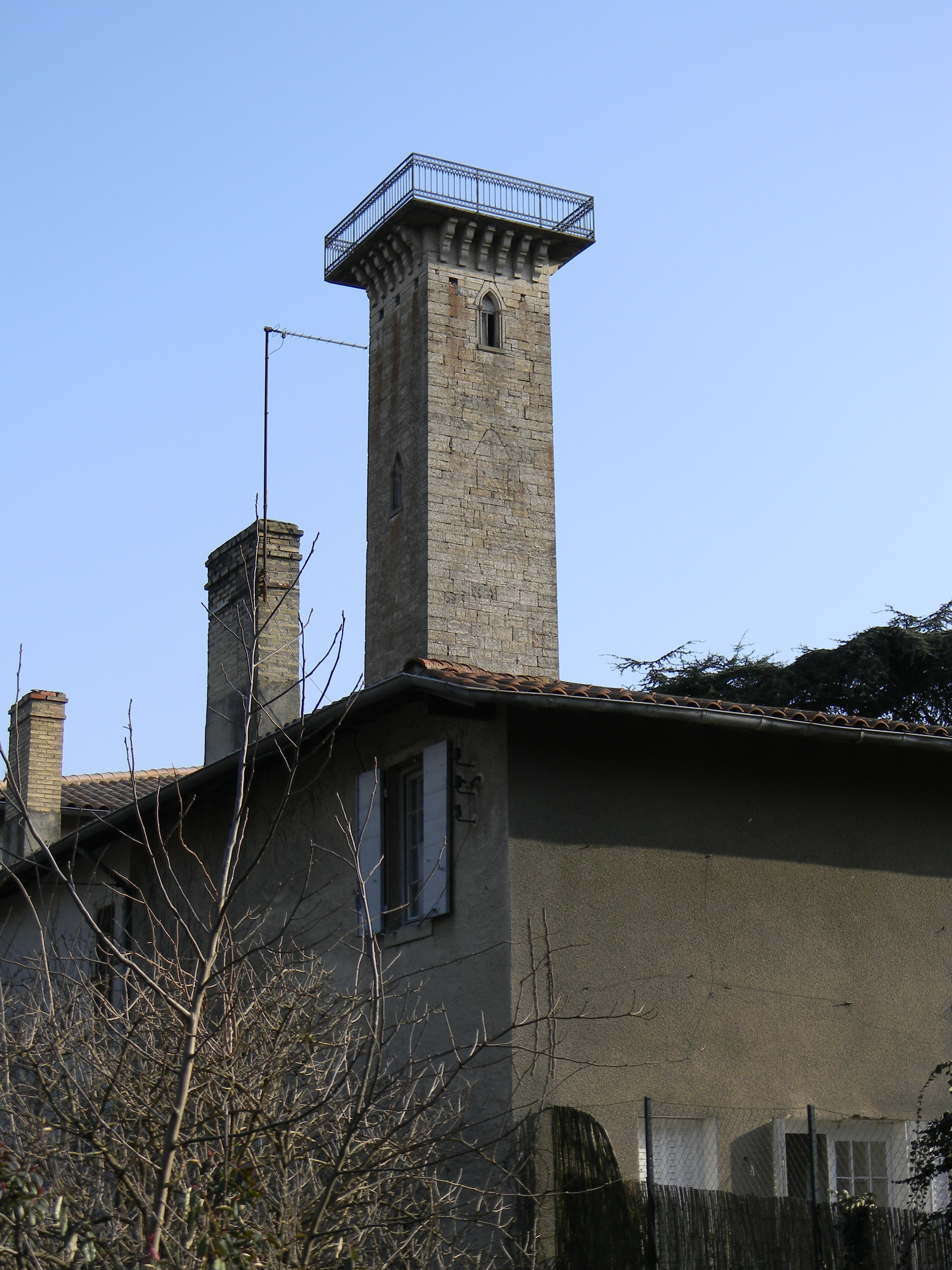
Turm von Sermenaz
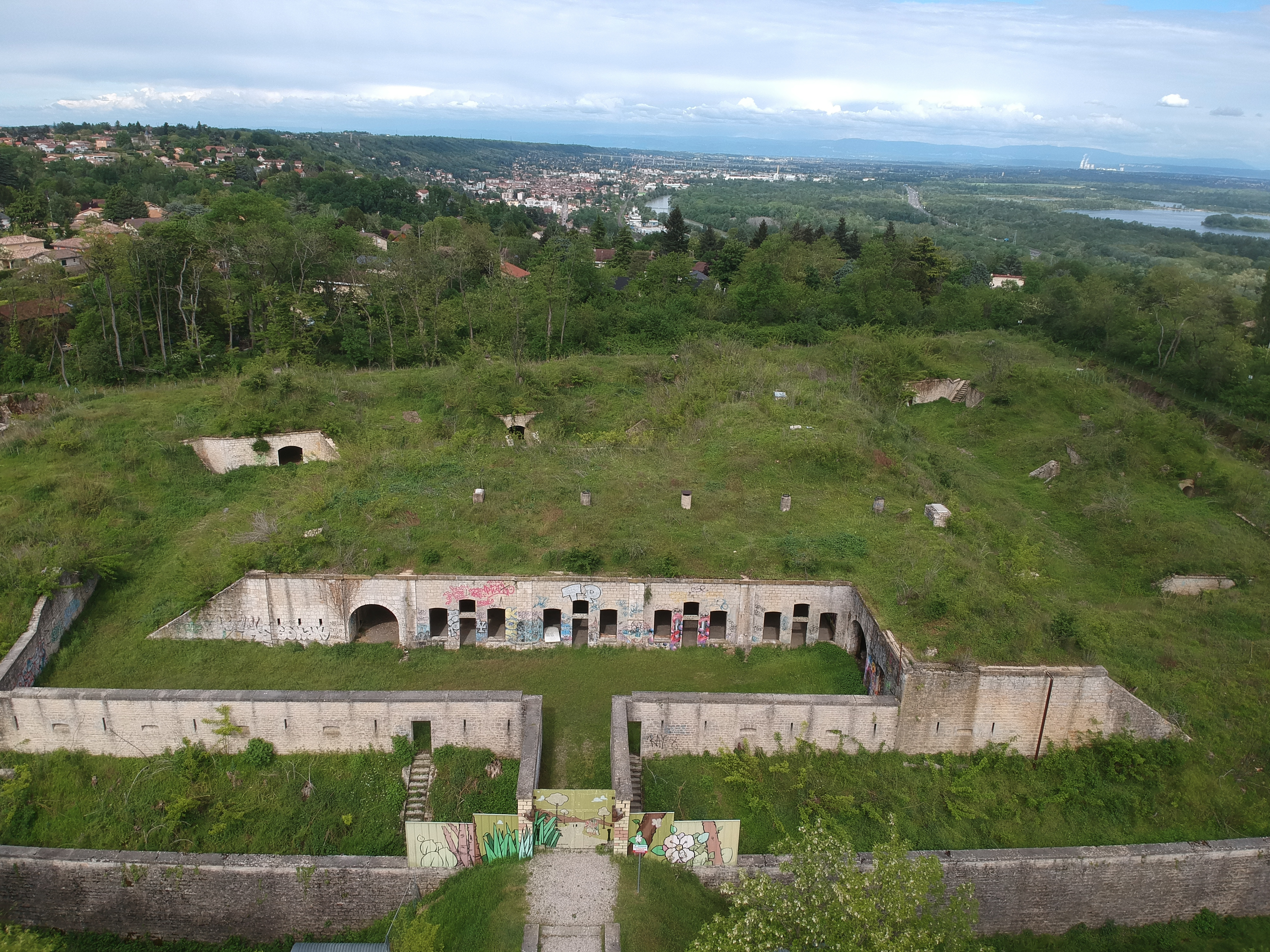
Batterie Sermenaz
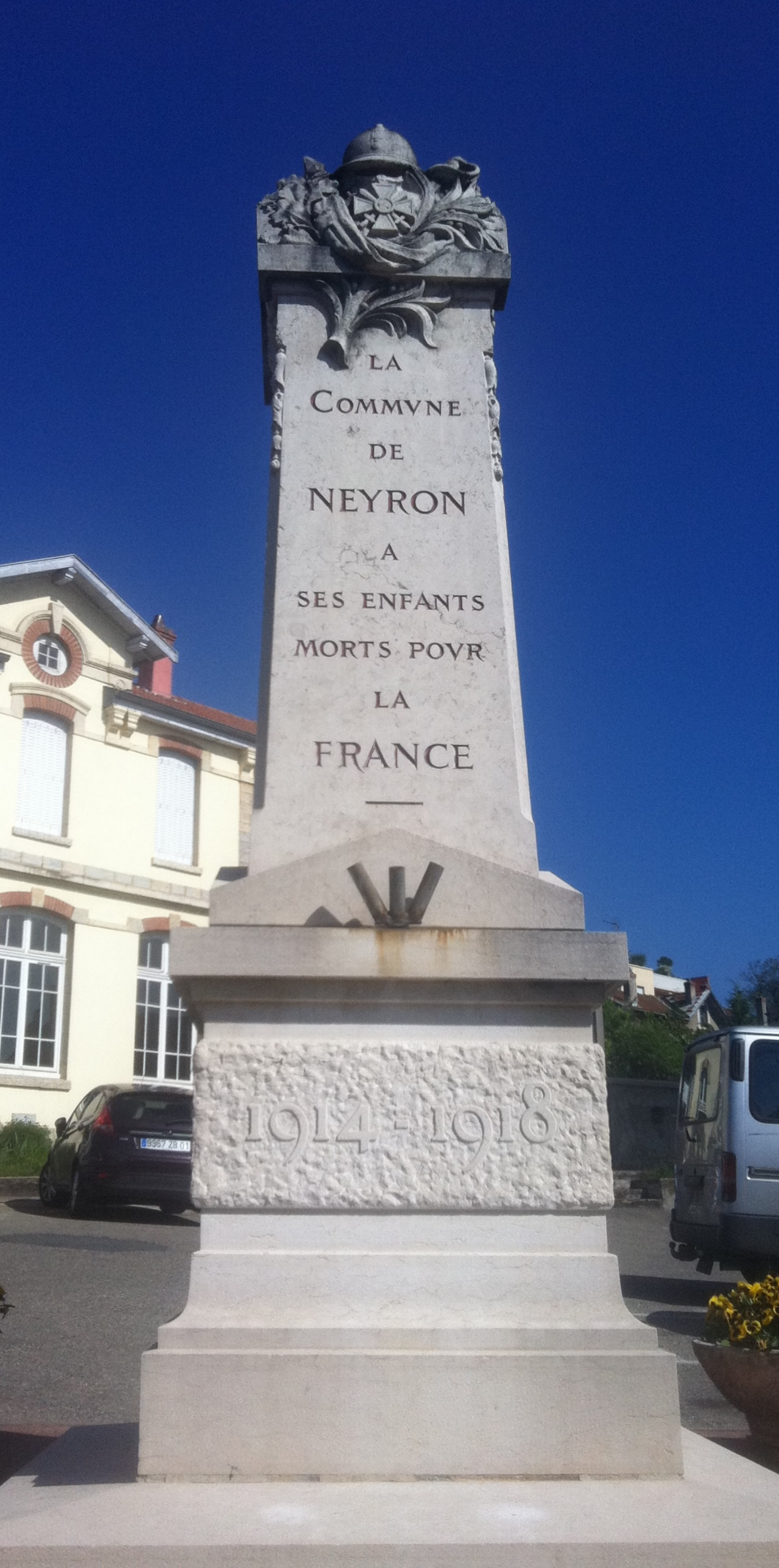
Gefallenendenkmal